# Beeban Kidron
Beeban Kidron, née le 2 mai 1961 à Londres, est une réalisatrice et productrice britannique connue pour avoir réalisé le second volet de la saga Bridget Jones, Bridget Jones : L'Âge de raison.
Elle est faite officier de l'ordre de l'Empire britannique le 16 juin 2012, pour services rendus à l'art dramatique. Elle est peu auparavant, le 17 mai 2012, nommée à la pairie à vie, avec le titre de baronne Kidron of Angel

## Filmographie
- 1988 : Vroom
- 1989 : 'Itch (TV)
- 1990 : Oranges Are Not the Only Fruit (TV)
- 1991 : Antonia et Jane (Antonia and Jane)
- 1992 : 4 New-yorkaises (Used People)
- 1993 : Hookers Hustlers Pimps and Their Johns
- 1993 : L'Envol de Gabrielle (Great Moments in Aviation) (TV)
- 1995 : Extravagances (To Wong Foo Thanks for Everything, Julie Newmar)
- 1997 : Au cœur de la tourmente (Swept from the Sea)
- 1998 : Texarkana (TV)
- 2000 : Cendrillon Rhapsodie (Cinderella) (TV)
- 2002 : Murder (TV)
- 2004 : Bridget Jones : L'Âge de raison (Bridget Jones: The Edge of Reason)
- 2007 : Antony Gormley: Making Space (TV)
- 2010 : Hippie Hippie Shake
- 2011 : Storyville: Sex, Death and the Gods (TV)